# Henrik Pedersen (football)
Pour les articles homonymes, voir Pedersen.
Cet article concerne le footballeur. Pour le cycliste, voir Henrik Pedersen (cyclisme).
Henrik Pedersen est un footballeur danois, né le 10 juin 1975 à Kjellerup au Danemark. Il évolue comme attaquant.

## Sélection nationale
Henrik Pedersen a obtenu sa première sélection comme remplaçant le 16 août 2000 à Tórshavn lors d'un match amical gagné (2-0) contre les Îles Féroé.
Il ne fait son retour en sélection qu'en 2004, année où il obtient ses deux dernières sélections dont une comme titulaire.

## Palmarès
Silkeborg IF
- Vainqueur de la Coupe du Danemark (1) : 2001